# Ghost Ship
Ghost Ship är en amerikansk-australiensisk skräckfilm från 2002 i regi av Steve Beck, med Gabriel Byrne, Julianna Margulies, Ron Eldard och Desmond Harrington i rollerna.

## Handling
På internationellt vatten i Berings sund upptäcks en italiensk lyxkryssare som varit försvunnen sedan 1962. Fartyget visar sig ha flutit omkring på oceanerna under många år som ett spökskepp. Ett räddningslag går ombord för att kunna bogsera hem det stora skeppet. Besättningen hittar något på skeppet som kommer att ändra deras framtid. En kvinna som är med i upptäckten träffar en flicka som visar sig vara ett spöke. Flickan tar med henne och visar henne allt som hände på skeppet.

## Rollista
| Gabriel Byrne        | – Murphy        |
| Julianna Margulies   | – Epps          |
| Ron Eldard           | – Dodge         |
| Desmond Harrington   | – Ferriman      |
| Isaiah Washington    | – Greer         |
| Alex Dimitriades     | – Santos        |
| Karl Urban           | – Munder        |
| Emily Browning       | – Katie Harwood |
| Francesca Rettondini | – Francesca     |
| Boris Brkic          | – Chef Steward  |
| Bob Ruggiero         | – kapten        |
| Iain Gardiner        | – Purser        |